# Tribunal correctionnel (Belgique)
Le tribunal correctionnel est, en droit belge, la juridiction de jugement des délits en premier degré d'instance et la juridiction d'appel du tribunal de police. Il est une section du tribunal de première instance.

## Histoire
Les tribunaux correctionnels ont été créés lors de la réforme du code d'instruction criminelle par la loi du 10 juillet 1967.

## Compétence

### Compétence matérielle
Les tribunaux correctionnels sont compétents en deux domaines :
- en tant que juridiction de jugement en premier degré d'instance, ils peuvent juger tous les délits[1] et tous les crimes correctionnalisés ;

- en tant que juridiction d'appel, ils connaissent des infractions jugées en première instance par le tribunal de police[2].

### Compétence territoriale
Chaque tribunal correctionnel est rattaché à un tribunal de première instance. Il en existe par principe un par arrondissement judiciaire et deux a Bruxelles (un francophone et l'autre néerlandophone). 
Il est possible de subdiviser le tribunal correctionnel d'un arrondissement judiciaire en plusieurs divisions (exemple : dans l'arrondissement judiciaire du Hainaut, Charleroi, Mons et Tournai ont une division du tribunal correctionnel). 

## Recours
S'il s'agit d'une décision de première instance, la décision du tribunal correctionnel pourra faire l'objet d'un appel devant la cour d'appel compétente.
S'il s'agit d'une décision d'appel du tribunal de police jugée par le tribunal correctionnel, il est possible d'effectuer un pourvoi en cassation.

## Sources
1. ↑  Article 179 du Code d'Instruction Criminelle
2. ↑  Article 174 du Code d'Instruction Criminelle
3. ↑  Article 76, §1er du Code Judiciaire
4. ↑  Article 73 du Code Judiciaire
5. ↑  Article 186, §1er, 2° du Code Judiciaire
6. ↑  Article 101, §1er du Code Judiciaire